# 昂格勒福尔
昂格勒福尔（法語：Anglefort，法語發音：[ɑ̃ɡləfɔʁ]）是法国东部安省的一个市镇，属于贝莱区。

## 地理
昂格勒福尔（45°54'44"N, 5°48'32"E）面积29.26 平方千米，位于法国奥弗涅-罗讷-阿尔卑斯大区安省，该省份为法国东部省份，北起汝拉省，西北接索恩-卢瓦尔省，西接罗讷省和里昂大都会，南至伊泽尔省，东与萨瓦省、上萨瓦省和瑞士接壤。
与昂格勒福尔接壤的市镇（或旧市镇、城区）包括：科尔博诺、塞塞勒、莫村、绍塔涅地区塞里耶尔、塞塞勒、瓦尔罗梅地区阿尔维耶尔、屈洛兹-贝翁。

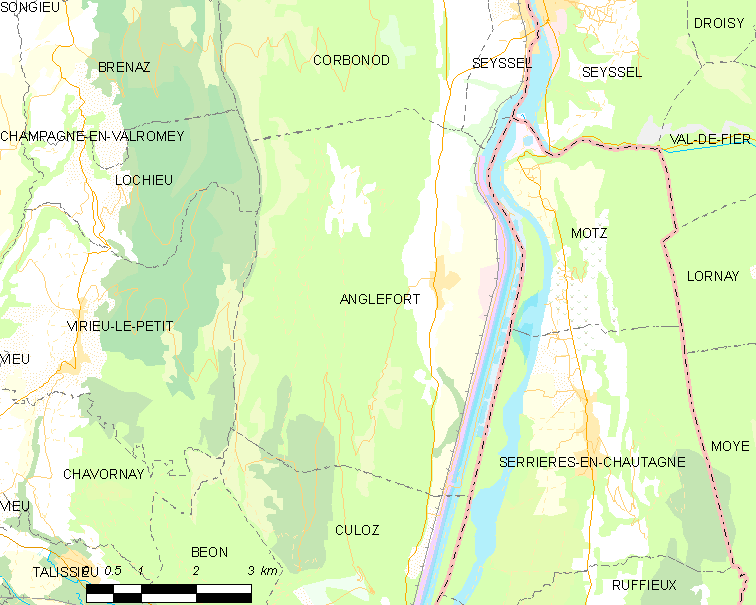
昂格勒福尔的OSM定位图

昂格勒福尔的时区为UTC+01:00、UTC+02:00（夏令时）。

## 行政
昂格勒福尔的邮政编码为01350，INSEE市镇编码为01010。

## 政治
昂格勒福尔所属的省级选区为普拉托多特维尔县。

## 人口

1962-2008年间昂格勒福尔人口变化图示

昂格勒福尔于2022年1月1日时的人口数量为1150人。